# Clement Attlee
Clement Richard Attlee, Đệ nhất Bá tước Attlee KG OM CH PC FRS (sinh ngày mùng 3 tháng 1 năm 1883, mất ngày mùng 8 tháng 10 năm 1967), là chính trị gia người Anh từng phục vụ dưới cương vị Thủ tướng Anh từ năm 1945 đến năm 1951 và là lãnh tụ Công Đảng Anh từ năm 1935 đến năm 1955. Ông từng có ba lần lãnh đạo phe đối lập ở Nghị viện Anh (1935-1940, 1945, 1951-1955).
Attlee sinh ra trong một gia đình thuộc tầng lớp trung lưu ở London, có cha là luật sư. Sau khi tốt nghiệp Đại học Oxford, ông thực tập ở ngành luật với mong muốn tiếp bước theo cha mình, trở thành một luật sư. Khoảng thời gian Attlee tự nguyện đi bào chữa miễn phí tại những khu phố lao động nghèo ở phía bắc thủ đô London làm tình hình tài chính của ông trở nên khó khăn, đồng thời khiến quan điểm chính trị của Attlee sau này dần nghiêng về khuynh hướng cánh tả khi ông chứng kiến đờisống khó khăn của những người lao động ở đây. Sau đó không lâu ông gia nhập Công đảng, từ bỏ sự nghiệp luật sư và bắt đầu giảng dạy ở Trường Kinh tế và Khoa học Chính trị Luân Đôn. Công việc của ông bị gián đoạn khi Đại chiến nổ ra, ông tình nguyện tham gia chiến đấu với hàm sĩ quan. Năm 1919, ông được bầu làm quận trưởng quận Stephey, London và ba năm sau đó, vào năm 1922, ông có được một ghế ở Viện Thứ dân, đại diện cho hạt bầu cử Limehouse. Attlee hai lần là thành viên của chính phủ thiểu số do thủ tướng Ramsay MacDonald lãnh đạo vào năm 1924 và 1929. Sau khi giành lại được ghế ở hạ viện mà ông đã để mất năm 1931, Attlee được bầu làm phó chủ tịch Công đảng. Những năm cuối thập niên 30 của thế kỷ trước, Attlee, mặc dù là người ủng hộ chủ nghĩa hòa bình và phản đối việc tái vũ trang quân đội Hoàng gia, đã chỉ trích gay gắt sự nhượng bộ của Neville Chamberlain trước Adolf Hitler và Benito Mussolini, trực tiếp dẫn đến Thế chiến thứ hai. Ông cùng đảng của mình tham gia "liên minh thời chiến" với Đảng Bảo thủ của Winston Churchill năm 1940, giữ chức Quan chưởng ấn và trở thành phó thủ tướng Anh năm 1942.Sau cuộc tổng tuyển cử tháng 2 năm 1945,trong đó công đảng giành thắng lợi vang dội(393/197),ông nhậm chức thủ tướng
Sau cuộc bầu cử, Attlee đã lãnh đạo việc xây dựng chính phủ đa số Lao động đầu tiên. Cách tiếp cận keynes của chính phủ của ông đối với quản lý kinh tế nhằm duy trì việc làm đầy đủ, một nền kinh tế hỗn hợp và một hệ thống dịch vụ xã hội mở rộng đáng kể do nhà nước cung cấp. Để đạt được điều này, nó đã tiến hành quốc hữu hóa các tiện ích công cộng và các ngành công nghiệp chính, và thực hiện các cải cách xã hội trên diện rộng, bao gồm thông qua Đạo luật Bảo hiểm Quốc gia năm 1946 và Đạo luật Hỗ trợ Quốc gia, thành lập Dịch vụ Y tế Quốc gia (NHS) vào năm 1948 và mở rộng trợ cấp công cộng cho việc xây dựng nhà hội đồng. Chính phủ của ông cũng cải cách luật công đoàn, thực tiễn làm việc và dịch vụ trẻ em; nó tạo ra hệ thống Công viên Quốc gia, thông qua Đạo luật Thị trấn Mới năm 1946 và thiết lập hệ thống quy hoạch thị trấn và quốc gia.
Chính sách đối ngoại của Attlee tập trung vào các nỗ lực phi thực dân hóa mà ông ủy thác cho Ernest Bevin, nhưng đích thân giám sát sự phân chia Ấn Độ (1947), sự độc lập của Miến Điện và Tích Lan, và giải thể các nhiệm vụ của Anh ở Palestine và Transjordan. Ông và Bevin khuyến khích Hoa Kỳ đóng một vai trò mạnh mẽ trong Chiến tranh Lạnh; Không đủ khả năng can thiệp quân sự vào Hy Lạp, ông kêu gọi Washington chống lại những người Cộng sản ở đó. Chiến lược ngăn chặn đã được chính thức hóa giữa hai quốc gia thông qua Học thuyết Truman.  Ông ủng hộ Kế hoạch Marshall để xây dựng lại Tây Âu bằng tiền của Mỹ và, vào năm 1949, thúc đẩy liên minh quân sự NATO chống lại khối Liên Xô. Sau khi dẫn dắt Công đảng giành chiến thắng sít sao trong cuộc tổng tuyển cử năm 1950, ông đã gửi quân đội Anh đến chiến đấu bên cạnh Hàn Quốc trong Chiến tranh Triều Tiên. 
Attlee đã thừa hưởng một đất nước gần như phá sản sau Chiến tranh thế giới thứ hai và bị bao vây bởi tình trạng thiếu lương thực, nhà ở và tài nguyên; bất chấp những cải cách xã hội và chương trình kinh tế của ông, những vấn đề này vẫn tồn tại trong suốt nhiệm kỳ thủ tướng của ông, cùng với các cuộc khủng hoảng tiền tệ tái diễn và sự phụ thuộc vào viện trợ của Mỹ. Đảng của ông đã bị đảng Bảo thủ đánh bại sít sao trong cuộc tổng tuyển cử năm 1951, mặc dù giành được nhiều phiếu nhất. Ông tiếp tục là lãnh đạo Công đảng nhưng  nghỉ hưu sau khi thua cuộc bầu cử năm 1955 và được nâng lên Hạ viện; Nơi ông phục vụ cho đến khi qua đời vào năm 1967. Ở nơi công cộng, ông khiêm tốn và khiêm tốn, nhưng đằng sau hậu trường, chiều sâu kiến thức, thái độ yên tĩnh, khách quan và thực dụng của ông đã chứng minh quyết định. Ông thường được xếp hạng là một trong những thủ tướng vĩ đại nhất của Anh. Danh tiếng của Attlee trong số các học giả đã tăng lên, nhờ vào việc ông tạo ra nhà nước phúc lợi hiện đại và thành lập NHS. Ông cũng được khen ngợi vì đã tiếp tục mối quan hệ đặc biệt với Mỹ và tham gia tích cực vào NATO. Tính đến năm 2022, Attlee vẫn là lãnh đạo Công đảng phục vụ lâu nhất.